# Amelora anthracica
Amelora anthracica är en fjärilsart som beskrevs av Oswald Beltram Lower 1905. Amelora anthracica ingår i släktet Amelora och familjen mätare. Inga underarter finns listade i Catalogue of Life.